# Tampa Records
Tampa Records war ein US-amerikanisches Musiklabel, das von 1955 bis um 1965 bestand.
Das unabhängige Plattenlabel Tampa Records wurde 1955 in Hollywood von Robert „Bob“ Scherman und Irving Shorten gegründet. In dieser Zeit gründete er sein erstes Label Atlas Records, gefolgt von Skylark Records, auf dem Anfang der 1950er-Jahre Aufnahmen von Shorty Rogers und Jimmy Giuffre mit Howard Rumseys Lighthouse All Stars, dem Paul Smith Trio/Quartett und dem Oscar Moore Quartett mit Carl Perkins veröffentlicht wurden. Auf dem Label Tampa erschienen circa 25 Jazz-Langspielplatten sowie eine Reihe von Pop- und Rhythm-and-Blues-Singles. Erste Veröffentlichung war die LP The Loveliness of You von Gerry Wiggins. Die Tampa-Produktionen waren neben Wiederveröffentlichungen des Skylark-Materials neue Aufnahmen von Bob Enevoldsen, Bob Gordon, Herbie Harper, Plas Johnson, Mike Pacheco, Marty Paich, Art Pepper und Jimmy Rowles; sie wurden in den 1980er-Jahren auf VSOP Records wiederveröffentlicht.